# Alberto Dainese
Alberto Dainese (Abano Terme, 25 de março de 1998) é um desportista italiano que compete em ciclismo na modalidade de estrada. Ganhou uma medalha de ouro no Campeonato Europeu de Ciclismo em Estrada de 2019, na prova de estrada sub-23.

## Medalheiro internacional
| Campeonato Europeu | Campeonato Europeu       | Campeonato Europeu | Campeonato Europeu |
| Ano                | Lugar                    | Medalha            | Competição         |
| ------------------ | ------------------------ | ------------------ | ------------------ |
| 2019               | Alkmaar ( Países Baixos) | Medalha de ouro    | Estrada sub-23     |

## Palmarés
2018
- Troféu Cidade de San Vendemiano
- 1 etapa do Giro Ciclistico d'Itália[3]
- 1 etapa do Giro do Friuli Venezia Giulia

2019
- 1 etapa do Volta à Normandia[4]
- 3 etapas do Tour de Bretanha[5]
- Entre Brenne e Montmorillonnais[6]
- Campeonato Europeu em Estrada sub-23
- 1 etapa do Tour da República Checa

2020
- 1 etapa do Herald Sun Tour

## Equipas
- SEG Racing Academy (09.2018-2019)
- Team Sunweb[7] (2020-)